# ウルハーバー空港
ウルハーバー空港（英語: Uru Harbour Airport）、別称アトイフィ空港はソロモン諸島のマライタ島アトイフィにある空港。

## 就航路線
| 航空会社     | 就航地   |
| ------------ | -------- |
| ソロモン航空 | ホニアラ |